# Sanblasia dressleri
Sanblasia dressleri
Genre
Espèce
Sanblasia dressleri est une espèce de plantes à fleurs de la famille des Marantaceae. Actuellement, c'est la seule espèce reconnue du genre monotypique Sanblasia L.Andersson. Elle est endémique du Panama,.